# Nowotaniec (gromada)
Nowotaniec – dawna gromada, czyli najmniejsza jednostka podziału terytorialnego Polskiej Rzeczypospolitej Ludowej w latach 1954–1972.
Gromady, z gromadzkimi radami narodowymi (GRN) jako organami władzy najniższego stopnia na wsi, funkcjonowały od reformy reorganizującej administrację wiejską przeprowadzonej jesienią 1954 do momentu ich zniesienia z dniem 1 stycznia 1973, tym samym wypierając organizację gminną w latach 1954–1972.
Gromadę Nowotaniec z siedzibą GRN w Nowotańcu utworzono – jako jedną z 8759 gromad na obszarze Polski – w powiecie sanockim w woj. rzeszowskim na mocy uchwały nr 33/54 WRN w Rzeszowie z dnia 5 października 1954. W skład jednostki weszły obszary dotychczasowych gromad Nowotaniec, Nadolany, Nagórzany i Wola Sękowa ze zniesionej gminy Bukowsko w tymże powiecie. Dla gromady ustalono 12 członków gromadzkiej rady narodowej.
W 1971 roku gromada Nowotaniec liczyła 1408 mieszkańców, zamieszkujących miejscowości: Nadolany (552), Nagórzany (282), Nowotaniec (355) i Wola Sękowa (219).
1 listopada 1972, w związku ze zniesieniem powiatu sanockiego, gromada weszła w skład nowo utworzonego powiatu bieszczadzkiego w tymże województwie.
Gromada przetrwała do końca 1972 roku, czyli do kolejnej reformy gminnej.